# Cicha Polana

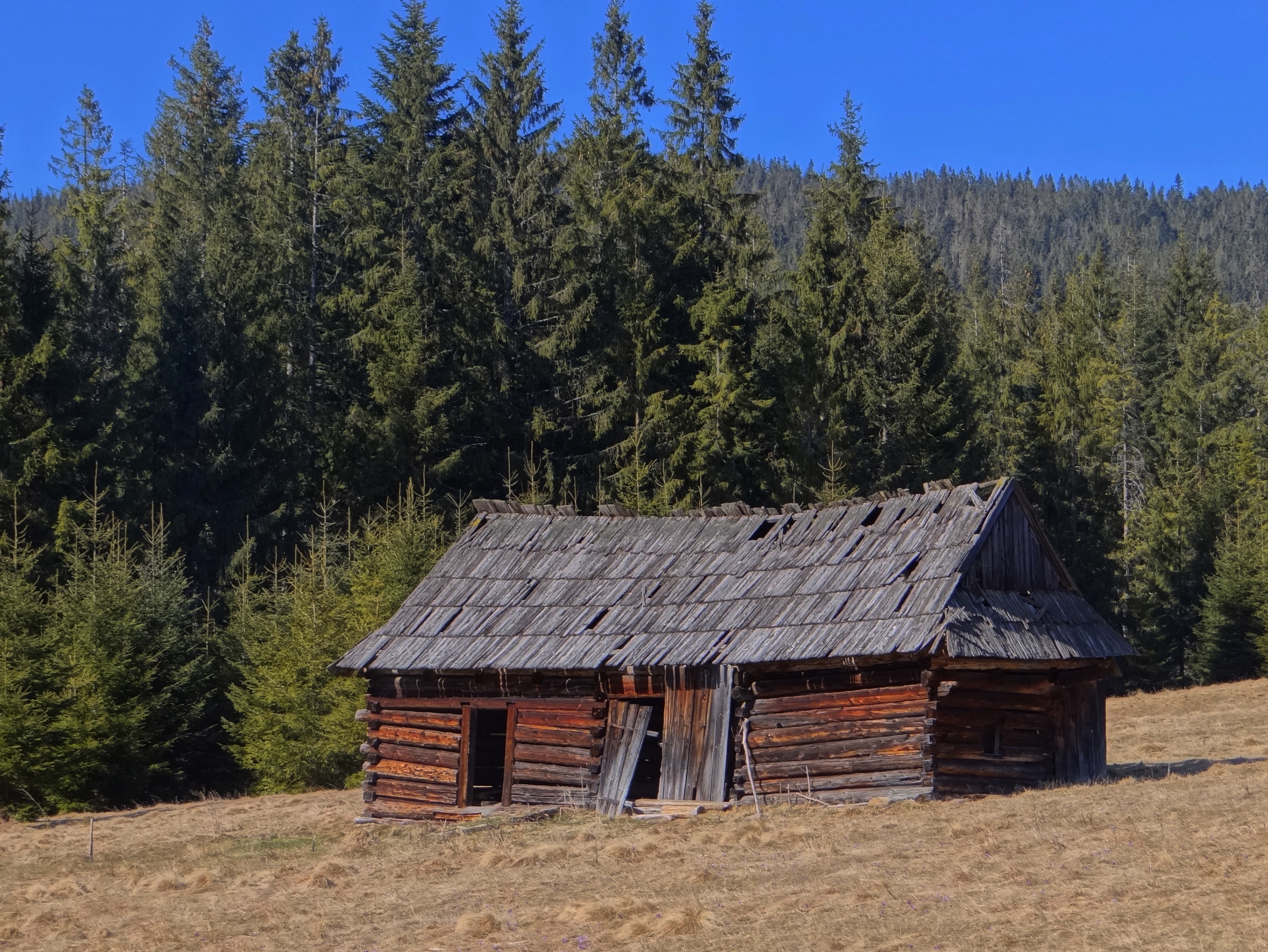
Stodoła na Cichej Polanie

Cicha Polana – duża polana na Przysłopie Witowskim (1164 m) w Orawicko-Witowskich Wierchach. Administracyjnie należy do miejscowości Witów w powiecie tatrzańskim. Znajduje się na mało stromych, południowo-wschodnich stokach Przysłopu Witowskiego, na wysokości około 963–1000 m n.p.m. Z okolic polany spływają źródłowe cieki dwóch potoków należących do dwóch działów wodnych. Są to potok Przybylanka spływający na polską stronę i znajdujący się w zlewni Morza Bałtyckiego oraz potok Cicha Woda Orawska spływający na Słowację i znajdujący się w zlewni Morza Czarnego.
Cicha Polana jest jedną z wielu polan na Przysłopie Witowskim. Od polany Molkówka prowadzi do niej droga gruntowa, po wschodniej stronie Cichej Polany znajduje się polana Zdychałówka, a nieco powyżej polana Koszarzyska. Wszystkie te polany są użytkowane gospodarczo. Na Cichej Polanie stoi kilka szałasów i stodółek, wiosną zakwitają na niej krokusy. Pochodzenie nazwy polany nie jest znane, być może pochodzi od przymiotników cicha, zaciszna.